# Karl Gottlob Just

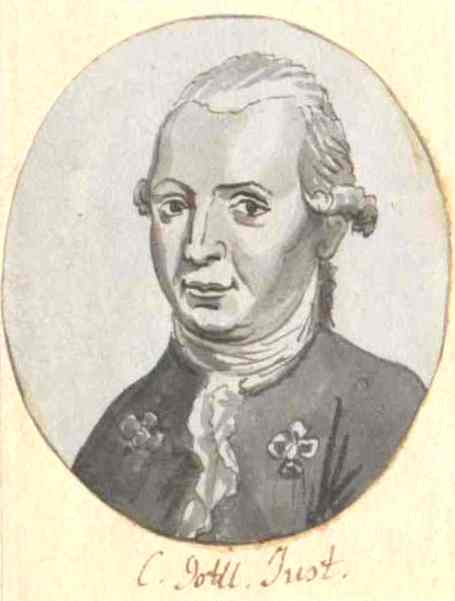
Carl Gottlob Just

Karl Gottlob Just, zeitgenössisch Carl Gottlob Just (* 20. August 1734 in Zittau; † 24. Dezember 1792 ebenda), nicht zu verwechseln mit Carl Gottlob Just, war ein deutscher Jurist und Bürgermeister von Zittau.

## Leben
Geboren als Sohn des Syndikus von Zittau Karl Philipp Just, besuchte er bis 1754 das Gymnasium seiner Heimatstadt. Ab dem 16. Mai 1754 studierte er Rechtswissenschaften an der Universität Wittenberg, wo er Mitglied der Deutsch übenden Gesellschaft wurde und am 19. Dezember 1757 sein Examen pro praxi forensi absolvierte.
Nach dem Abschluss seiner Studien kehrte er in seine Heimatstadt zurück, wo er 1757 Oberamtsadvokat wurde. 1761 übertrug man ihm die Aufgabe eines Unterstadtschreibers, 1766 stieg er zum Oberstadtschreiber auf, 1774 wurde er Syndikus und 1789 Bürgermeister. Im Bayerischen Erbfolgekrieg wurde er mit zwei anderen Ratsherrn 1778 als Geisel nach Wien abgeführt, aber noch während des Krieges wieder entlassen.
In seinem Hause lebte auch sein Neffe Ernst Friedrich Wilhelm Just, der später ebenfalls Bürgermeister von Zittau wurde.

## Werkauswahl
1. De locatione servitutis realis, praecipue iuris pascendi. Wittenberg 1757
2. Ueber den Dorfhandel. Leipzig 1773
3. Bisarrerien. Leipzig 1775
4. Rhapsodien aus der Geschichte des menschlichen Geschlechts. Leipzig 1776
5. Lateinisches Programm bey der Einweisung des Direktors Sintenis. Zittau 1783
6. Ehrenrettung Zittaus wider einen verkappten Reisenden. Zittau 1789
7. De educatione juventutis parte Politiae.
8. Rede, dass ein Rechtsgelehrter ein Freund seyn müsse. In: Schriften der Teutsch übenden Gesellschaft zu Wittenberg.